# Hans-Jürgen Kütbach
Hans-Jürgen Kütbach (* 26. Dezember 1959 in Bad Bramstedt, Schleswig-Holstein) war in den Jahren 2000 bis 2002 Vorsitzender der Deutschen Sportjugend im Deutschen Sportbund. Vom 1. Februar 2001 bis zum 31. Januar 2019 war Kütbach – erster direkt gewählter – Bürgermeister der Stadt Bad Bramstedt. Er ist Mitglied der FDP.

## Biographie
Kütbach war 1995 bis 2001 Vorsitzender des Landesjugendringes Schleswig-Holstein e.V. Der Jurist ist Präsident des Schleswig-Holsteinischen Turnverbandes, Vorsitzender des Trägervereins der KZ-Gedenkstätte Kaltenkirchen in Springhirsch, der Landesmarketingorganisation Schleswig-Holstein Binnenland-Tourismus e.V., der Stiftung Jugendarbeit Schleswig-Holstein, der Jury für den DOSB-Schulsportpreis, sowie des Heilbäderverbandes Schleswig-Holstein e.V. Er war Mitglied des Präsidiums des Deutschen Heilbäderverbandes e.V., Vorsitzender des Vereins für Jugend- und Kulturarbeit im Kreis Segeberg e.V. (Trägerverein der Jugendbildungsstätte in Bad Segeberg, der Kreismusikschule Segeberg und des Jugendzeltlagers Wittenborn) und des Projektbeirats der „Untersuchung zur aktuellen Situation des Schulsports in Deutschland“.
Kütbach ist Ehrenbürger der Stadt Drawsko Pomorskie (Dramburg) in Polen. Im Zusammenhang mit seiner 14-jährigen Zugehörigkeit zum Vorstand des Landesjugendringes Schleswig-Holstein und seinem Beitrag an der Neubelebung der Jugend-Zusammenarbeit im Ostseeraum ab 1989 durch Ostseejugendkonferenzen, Ostseejugendbüro würde Kütbach 1999 die Verdienstmedaille des Verdienstordens der Bundesrepublik Deutschland verliehen.